# (117329) Spencer
(117329) Spencer est un astéroïde de la ceinture principale, découvert le 9 décembre 2004. Cet astéroïde possédait la désignation provisoire 2004 XJ6.

## Description
(117329) Spencer est un astéroïde de la ceinture principale. Il fut découvert le 9 décembre 2004 à Vail (Colorado) par l’observatoire Jarnac. Il présente une orbite caractérisée par un demi-grand axe de 2,43 UA, une excentricité de 0,16 et une inclinaison de 6,92° par rapport à l'écliptique.
Il fut nommé en hommage à l’informaticien et ingénieur de microsatellites, de nationalité canadienne, Henry Spencer. Né en 1955, Henry Spencer fut pionnier dans le développement du logiciel libre, auteur de la bibliothèque d’expressions régulières « regex » et des C News. Il fut aussi le gardien des plus anciennes archives Usenet à être conservées et l’architecte logiciel du téléscope spatial MOST.

## Compléments